# Huân chương Danh dự
Huân chương Danh dự (Medal of Honor) là phần thưởng cao quý nhất trong quân đội Hoa Kỳ được trao cho những quân nhân có hành động thể hiện sự dũng cảm vượt xa yêu cầu của nhiệm vụ. Huân chương này được trao bởi Tổng thống Hoa Kỳ nhân danh Quốc hội và chỉ trao cho quân nhân Mỹ. Có ba phiên bản huân chương này dành cho Lục quân, Hải quân và Không quân.  Các quân nhân thuộc lực lượng Thủy quân Lục chiến và Tuần duyên nhận phiên bản Hải quân.